# 츠와나어 위키백과

츠와나어 위키백과는 츠와나어로 운영되는 위키백과 언어판이다. 2004년에 시작되었다. 기호는 tn이다.